# Krönös
Krönös es un grupo de rock duro y rock formado en la ciudad de Cali, Colombia, siendo uno de los grupos de mayor trayectoria dentro del movimiento de rock colombiano. 38 años de historia marcan en Krönos el rótulo de una de las bandas de rock duro más longevas de Colombia, un título particular para una agrupación nacida en las entrañas de Cali, ciudad reconocida por su vanguardia en la salsa, pero que tiene en este nombre una institución que representa lo mejor del rock colombiano.
Por su trayectoria y aportes a este, ha sido reconocida como "Mejor Artista Hard Rock" y "Reconocimiento de trayectoria" por la Revista Subterránica en 2008 y 2009 respectivamente, mientras que su tema más reconocido, "Fuego en mis venas", ocupa el puesto 25 entre las mejores 100 canciones del rock colombiano en un escalafón realizado por la misma publicación; su álbum ‘Volver a empezar’ de 1993 se ubicó en el 12 puesto del libro "Rock colombiano: 100 discos, 50 años" publicado en 2012

## Historia
La banda se formó hacia 1985, por iniciativa de David Corkidi (guitarra), Isi Toledo (batería), Felipe Suárez (bajo) y
Peter Shroeder (vocalista); pero solo hasta el año de 1987 se dan a conocer ganando el Primer Festival Nacional de Rock en Bogotá. Por la calidad de su propuesta musical (la cual presentaba influencias de grupos como Kiss, Van Halen o Deep Purple) fueron ampliamente reconocidos por los medios, permitiendo disfrutar del boom del rock en español de los años 80, grabando en 1988 en Estudios M.N. y bajo el amparo del sello CBS su primer LP, Krönös, logrando reconocimiento en la escena con su tema «Rockero Soy» y alternando en las presentaciones más importantes realizadas por bandas de metal y hard en Colombia como Barón Rojo (1987) y Quiet Riot (1989), en esta última con Elkin Ramírez como vocalista.
Para 1989 la formación cambia con la inclusión del bajista Andrés Mora y el vocalista Jorge Fresquet. Este último era miembro del Coro Polifónico de Cali, además de haber estudiado en el conservatorio Héctor Berlioz de París. Fresquet le imprimió un estilo más comercial pero también más profesional al grupo. Así, con esta nueva alineación y bajo el sello Sonolux publicarían en 1990 el supersencillo que incluía «Fuego en mis venas» y «El rotito», el primero de estos temas se incorporó un poco después en un compilado llamado "Metálicos y Latinos". En 1992 serían encargados de telonear la primera presentación de Guns N' Roses en el El Campín de Bogotá.
Luego de editar en 1993 su segundo LP Volver a empezar, que contó con la producción de Mike Adams, y de tocar junto a Roger Daltrey y David Gilmour en el estadio Pascual Guerrero de Cali,  el grupo tuvo un prolongado receso acompañado de esporádicas presentaciones conjuntas de Corkidi y Fresquet. 
En 2002 serían nuevamente reconocidos gracias a la inclusión del tema "Fuego En Mis Venas" en un compilado homenaje al rock nacional llamado "La Historia No Se Repite", publicado por SUM Records. El hecho de que el tema se reactivara en la radio local motivó a Corkidi y Fresquet, quienes se reunieron de nuevo con el bajista Felipe Suárez y el baterista José Fernando Beltrán para abrir un nuevo capítulo en la historia del grupo y retomar la banda, logrando producir de manera independiente un nuevo álbum, titulado Todo está bien, el cual fue presentado en concierto compartiendo tarima con las bandas Kraken y Rata Blanca. En este nuevo trabajo figuran temas como «Igual que ayer», «Paren paren» y una nueva versión acústica de «Fuego en mis venas»,que lograron una amplia aceptación por el público y la crítica. 
Tras algunas importantes apariciones como la del "Concierto Joven De La Feria De Cali" en diciembre de 2004, Krönös incorpora permanentemente en 2005 en los teclados a Luis Fernando Caballero, quien venía de tocar con Kraken y Legend Maker. Al año siguiente autoproducen el álbum Mil doscientas sensaciones, de este trabajo se destacaron el tema homónimo y «Solo quiero rock n roll». En 2008 la formación vuelve a variar, con la inclusión del baterista Juan Carlos Osorio. Posterior a esto, Krönös fue invitado a abrir el concierto en Bogotá de White Lion y ese mismo año también es convocado a participar como invitado nacional en el importante Festival colombiano Rock al Parque. En 2009 nuevamente abren el concierto de los españoles Barón Rojo en Bogotá.
Para mediados del año 2010  el vocalista Jorge Fresquet decide dejar la banda, para dedicarse a sus proyectos personales. Fue entonces cuando David Corkidi se da a la búsqueda de una nueva voz en Krönös, finalizándola a los pocos meses cuando en un festival de la ciudad de Cali, llamado "Rockopolis", conoce a Bryan Díaz. Así, Corkidi da un giro a la perspectiva musical del grupo, dándole un aire más pesado.

Siempre había querido llevar a la banda un sonido muy "heavy" y con Bryan encontré la complicidad necesaria para hacerlo.
David Corkidi - Guitarrista y fundador de Krönös.

Krönös promocionó su nuevo álbum llamado Una historia más, de la mano del productor e ingeniero peruano Germán Villacorta, quien en varias ocasiones ha sido nominado al Grammy latino y norteamericano.  El 3 de noviembre de 2013 se presentaron en el Coliseo Cubierto El Campín de Bogotá, frente a cerca de 12 mil personas, en el marco del Mägo de Oz Fest, en celebración de los 25 años de la banda española de folk metal, Mägo de Oz.
Tras cuatro años del retiro de Jorge Fresquet, en septiembre de 2014 Krönös anuncia el regreso de su legendario vocalista para darle el toque original y un nuevo aire de frescura, con el retorno de Jorge y en el marco de la celebración de sus 30 años de carrera musical la banda preparó una nueva serie de presentaciones a nivel nacional y realizaron su primera gran gira internacional por México participando de importantes festivales como Expo-Rock, La Santa Rock House, Black Dog, Morelos Metal Fest, Landò Foro Norte, RR Live entre otros, En diciembre de 2017 la banda inicia la promoción de su nueva placa: "Krönös Siete", un trabajo de altísima calidad que ratifica a la agrupación como uno de los máximos exponentes del heavy y hard en Colombia
Para el 24 de noviembre de 2024 en el Estadio Nemesio Camacho El Campín, vuelven a ser presentados Krönös, para ser el acto de apertura de la banda británica Iron Maiden, siendo este un nuevo llamado de importancia como apertura de grandes bandas, ante más de 40.000 personas presentes en Colombia.

## Miembros
Actualmente Krönös está integrado por:
- David Corkidi, guitarra y coros
- Luis Fernando Caballero , teclados y coros
- Jose Fernando Beltrán, batería
- Jorge Fresquet, voz
- Camilo Gomez, bajo

Línea del tiempo

## Discografía

### Álbumes de estudio
- Krönös. CBS, 1988
- El Rotito/Fuego en mis venas (EP). Sonolux, 1990
- Volver a empezar. Sonolux, 1993
- Todo está bien. Independiente, 2003
- Mil doscientas sensaciones. Independiente, 2007
- Una historia más. Independiente, 2011
- Krönös Siete. Independiente, 2017

### Recopilatorios
- La música más tenaz (recopilación). CBS, 1987
- Latinos y metálicos (recopilación). 1991
- La Historia no se repite (recopilación). 2006

### Sencillos
- Te busco (Sencillo). 2014
- Vuelve (Sencillo). 2015
- Tierra viva (Sencillo). 2015

### Videoclips
- Rockero soy (1988)
- Fuego en mis venas (1990)
- El Rotito (1991)
- Noches mágicas (1993)
- Igual Que Ayer (2003)
- 1200 sensaciones (2007)
- Solo quiero rock and roll (2007)
- Ella (2011)
- Te Busco (2014)
- Vuelve (2015)
- Tierra Viva (2016)
- Fuego en mis venas "Rising Version" (2018)